# Анна Міхалак-Павловська
Анна Міхалак-Павловська (пол. Anna Michalak-Pawłowska; нар. 1962, Варшава) — польська фотографка, культурна аніматорка, театральна режисерка та викладачка.

## Життєпис
Анна Міхалак-Павловська народилася 1962 року у Варшаві. З 1975 року танцювала і співала в гурті «Gawęda», з яким їздила за кордон. Навчалася в хімічному технікумі в Саській Кенпі. Від початку воєнного стану фотографувала опозицію та мистецькі кола, документуючи зустрічі, виставки та акції протесту, а також задокументувала паломництво Івана Павла II до Польщі та похорон Єжи Попелюшка у 1983 році. 3 травня 1984 року, під час однієї з опозиційних демонстрацій, її затримали та побили. Завдяки тривалому розгляду справи суддею, вона дожила до амністії, перш ніж було оголошено вирок. У 1980-х роках працювала в Палаці молоді інструкторкою з фотографії (1984-1985), потім приєдналася до Варшавського бюро мистецьких подій (1984-1986). Фотографувала вистави в театрі «Повшехни» і театрі «Лектор», події в рамках Джазового джамборі або знімальний майданчик для таких картин, як «День четвертий» Людмили Недбальської. Її фотографії з'являлися в журналах «Sztandar Młodych», «Na Przełaj», «Express Wieczorny» та «Przegląd Katolicki». У 1987 році вийшла заміж за фотографа Артура Павловського, тоді ж завершила свою фотографічну кар'єру. У 2021 році її роботи були представлені на виставці «Єдина. Нерозказані історії польських фотографів у Будинку спіткань з історією» та описана в однойменній книзі Моніки Шевчик-Віттек.
У 1985 році заснувала у Варшаві аматорський музичний театр «Пантера», який протягом п'ятнадцяти років виступав на сценах професійних театрів, громадських центрів тощо, а через три роки започаткувала міжнародні проєкти, такі як «Мистецьке літо». У 1993 році закінчила факультет театрознавства Театральної академії у Варшаві, а у 2002 році — факультет культурного менеджменту Ягеллонського університету. Заснувала Центр мистецької діяльності «Дорожкарня», директором якого стала, фонд «Wychowanie w Kulturze» та Соціальну гімназію № 14. Була членом наглядової ради Фонду «Krzyżowa», а у 2006-2015 роках працювала експертом у грантових програмах Міністерства культури та національної спадщини, Театрального інституту, Національного центру культури та міста Варшави. З 2013 по 2020 рік обіймала посаду уповноваженої мера міста Варшави з питань культурної освіти. Нагороджена премією Фонду розвитку місцевої освіти за культурні ініціативи (2015) та відзнакою «Друг Молодіжної ради Варшави».
Обіймає посаду президента Асоціації культурних аніматорів «Форум Краків», читає лекції в Театральній академії у Варшаві, є членом асоціацій «Європейська мережа культурних центрів» та «Форум Культури Мазовше». Керує родинним театром у населеному пункті Кане Геленовське.